# Серебряная слобода
Сере́бряная слобода́ — одна из московских слобод. Существовала в Москве в XV—XVIII вв. в пределах современного Таганского района.
Серебряная слобода находилась на месте современных Серебрянических переулка и набережной. В этой слободе, возникшей в XV веке, жили мастера Серебряного двора, также порой именовавшегося Троицким — по одноимённой церкви. И после слияния слободы с Москвой церковь Троицы длительное время именовалась «что в Старых Сереберяниках» или «что в денежных мастерах». Согласно сохранившимся документам, в 1620 году церковь была деревянной, а к 1657 году её перестроили в камне.
Серебряное литьё было издревле развито на Руси. Как и многие другие древнерусские ремесла, оно было прервано в развитии монголо-татарским нашествием. В Москве оно возродилось в XIV веке и вскоре московские серебряные мастера получили большую известность. Существовала специальная пошлина на серебряное литьё, в частности упоминающаяся в духовной грамоте князя Владимира Андреевича Серпуховского, написанной в начале XV века.
В XVII веке серебряных дел мастера находились в ведении Серебряного приказа, который был ответственным за изготовление серебряной посуды для царского двора. При этом часть живших в слободе мастеров была вольнонаёмной, а часть получала регулярное «государево» жалование.